# Gottfried Mälzer
Gottfried Mälzer (* 24. Februar 1935 in Gera) ist ein deutscher Kirchenhistoriker und Bibliothekar.

## Leben
Gottfried Mälzer studierte nach seiner Reifeprüfung in Gera (1953) zunächst Kirchenmusik in Eisenach (B-Prüfung für hauptamtliche Kirchenmusiker im Jahre 1955) und anschließend Evangelische Theologie an der Universität Jena. Nach seiner Übersiedlung nach Stuttgart 1961 begann er 1964 als Bibliotheksreferendar die Ausbildung für den höheren Bibliotheksdienst an der Württembergischen Landesbibliothek, an der er zuvor schon zwei Jahre tätig war.
Bei dem Kirchenhistoriker Heinz Liebing an der Eberhard-Karls-Universität Tübingen promovierte er 1964 in Evangelischer Theologie. Von 1970 bis 1977 war er an der Universitätsbibliothek Konstanz tätig, von 1977 bis 1979 an der Universitätsbibliothek Düsseldorf und anschließend seit 1979 als Direktor der Universitätsbibliothek Würzburg. In seine Amtszeit fiel der Neubau der dortigen Universitätsbibliothek, der 1981 bezogen werden konnte. Von 1998 bis 2001 leitete Mälzer schließlich die Bibliothek der Technischen Universität Ilmenau.
Als Kirchenhistoriker beschäftigte sich Mälzer besonders mit dem württembergischen Pietismus.

## Schriften (Auswahl)
- Bengel und Zinzendorf. Zur Biographie und Theologie des württemberger Theologen Johann Albrecht Bengel. Dissertation Universität Tübingen 1963.
- Johann Jakob Moser als Journalist. Ein Beitrag zur Geschichte der Zeitschrift im 18. Jahrhundert. In: Archiv für Geschichte des Buchwesens. Band 56, 1967, S. 471–505.
- Bengel und Zinzendorf. Zur Biographie und Theologie Johann Albrecht Bengels (= Arbeiten zur Geschichte des Pietismus. Band 3). Luther-Verlag, Witten 1968.
- Die Bibelsammlung der Württembergischen Landesbibliothek. In: Archiv für die Geschichte des Buchwesens. Band 75, 1969, S. 3233–3256.
- Johann Albrecht Bengel. Leben und Werk. Calwer Verlag, Stuttgart 1970.
- Die Werke der württembergischen Pietisten des 17. und 18. Jahrhunderts. Verzeichnis der bis 1968 erschienenen Literatur (= Bibliographie zur Geschichte des Pietismus. Band 1). De Gruyter, Berlin 1972, ISBN 3-11-002219-2.
- Bengels Theologie im Spiegel der Auseinandersetzung mit Zinzendorf. In: Martin Greschat (Hrsg.): Zur neueren Pietismusforschung (= Wege der Forschung. Band 440). Wissenschaftliche Buchgesellschaft, Darmstadt 1977, ISBN 3-534-06688-X.
- (mit Hans Thurn): Kostbare Handschriften. Jubiläumsausstellung zur 400-Jahr-Feier der Julius-Maximilians-Universität Würzburg im Jahre 1982. Reichert, Wiesbaden 1982, ISBN 3-88226-128-5.
- (Hrsg.): Festgabe für Josef Tiwisina zum 70. Geburtstag (= Kleine Drucke der Universitätsbibliothek Würzburg. Band 1). Würzburg 1983, ISBN 3-923959-00-1.
- (Bearb.): Reisen zur Zeit Napoleons. Eine Dokumentation der Sammlung des  unterfränkischen Regierungspräsidenten von Asbeck (1760–1826) in der Universitätsbibliothek Würzburg. Echter, Würzburg 1984, ISBN 3-429-00874-3.
- Der Hochschul-Gesamtkatalog auf neuem Weg. In: Dieter Schug (Hrsg.): Der Bibliothekar zwischen Praxis und Wissenschaft. Bernhard Sinogowitz zum 65. Geburtstag (= Beiträge zum Buch- und Bibliothekswesen. Band 24). Harrassowitz, Wiesbaden 1986, ISBN 3-447-02645-6, S. 53–66.
- Die Inkunabeln der Universitätsbibliothek Würzburg. Würzburg 1986, ISBN 3-923959-05-2.
- Der Main. Geschichte eines Flusses. Echter, Würzburg 1986, ISBN 3-429-01043-8.
- Würzburg – Bilder einer alten Stadt. Druckgraphik aus d. Sammlung Brod in d. Univ.-Bibliothek Würzburg 1493–1938. Echter, Würzburg 1987, ISBN 3-429-01064-0.
- (Hrsg., mit Peter Kolb): Kostbare Bücher aus drei alten fränkischen Bibliotheken. Bronnbach, Kleinheubach, Neustadt a.M. ; Beiträge zur Bibliotheksgeschichte und Katalog des 1985 ersteigerten Bestandes. Universitätsbibliothek Würzburg 1988, ISBN 3-923959-12-5.
- Die Bibliothek des Würzburger Domstifts. In: Würzburger Diözesangeschichtsblätter. Band 50, 1988, S. 509–544.
- Julius Echter. Leben und Werk. Echter, Würzburg 1989, ISBN 3-429-01255-4.
- Das Kilians-Evangeliar. In: Würzburger Diözesangeschichtsblätter. Band 51, 1989, S. 355–390.
- (Hrsg., unter Mitarbeit von Rudolf Stahr und Gabriele Wollmann): Würzburger Hochschulschriften. 1581-1803. Bestandsverzeichnis. Nach Vorarbeiten von J. A. Bein herausgegeben (= Sammlung wertvoller Drucke aus der Universitätsbibliothek Würzburg. Band 1). Universitätsbibliothek Würzburg, Würzburg 1992, ISBN 3-923959-20-6.
- Johann Lukas Schönlein (1793–1864). Ein genialer Mediziner, der seiner fränkischen Heimat stets verbunden blieb. Echter, Würzburg 1993.
- Datenbanken statt Gesamtkatalog. Zur Methodik großer, mit EDV hergestellter Bestandsverzeichnisse. In: Gert Kaiser (Hrsg.): Bücher für die Wissenschaft. Bibliotheken zwischen Tradition und Fortschritt. Festschrift für Günter Gattermann zum 65. Geburtstag. Saur, München 1994, ISBN 3-598-11205-X, S. 501–510.
- Alt-Würzburg einst und jetzt. Schöningh, Würzburg 1995, ISBN 3-87717-800-6.
- Die Bibliothek im Netz. Ein Bericht der Universitätsbibliothek Würzburg. In: Otto Weippert (Hrsg.): Schritte zur neuen Bibliothek. Rudolf Frankenberger zum Abschied aus dem Dienst. Saur, München 1998, ISBN 3-598-11348-X, S. 115–134.